# Municipio de Richland (condado de Grant)
El municipio de Richland (en inglés: Richland Township) es un municipio ubicado en el condado de Grant en el estado estadounidense de Indiana. En el año 2010 tenía una población de 966 habitantes y una densidad poblacional de 15,71 personas por km².

## Geografía
El municipio de Richland se encuentra ubicado en las coordenadas 40°36′32″N 85°49′34″O / 40.60889, -85.82611. Según la Oficina del Censo de los Estados Unidos, el municipio tiene una superficie total de 61.5 km², de la cual 61,5 km² corresponden a tierra firme y (0 %) 0 km² es agua.

## Demografía
Según el censo de 2010, había 966 personas residiendo en el municipio de Richland. La densidad de población era de 15,71 hab./km². De los 966 habitantes, el municipio de Richland estaba compuesto por el 95,03 % blancos, el 0,21 % eran afroamericanos, el 0,21 % eran amerindios, el 0,41 % eran asiáticos, el 2,07 % eran de otras razas y el 2,07 % eran de una mezcla de razas. Del total de la población el 4,35 % eran hispanos o latinos de cualquier raza.